# 昆盈企業
昆盈企業股份有限公司（英文：KYE Systems Corp.），簡稱昆盈，股票代碼2365。創立於1983年，曾經是台灣前二十大的國際品牌公司，總公司座落在新北市，在美国德國设有子公司，德國子公司於2017年裁撤, 美國業務人員於2018年初裁員。2019年, 裁員中南美洲當地業務代表。在中國大陆廣東省东莞设有工廠，产品主要是电脑周边输入装置、消费性电子产品、影像处理装置等。目前產品來源主要來自外購。

## 历史

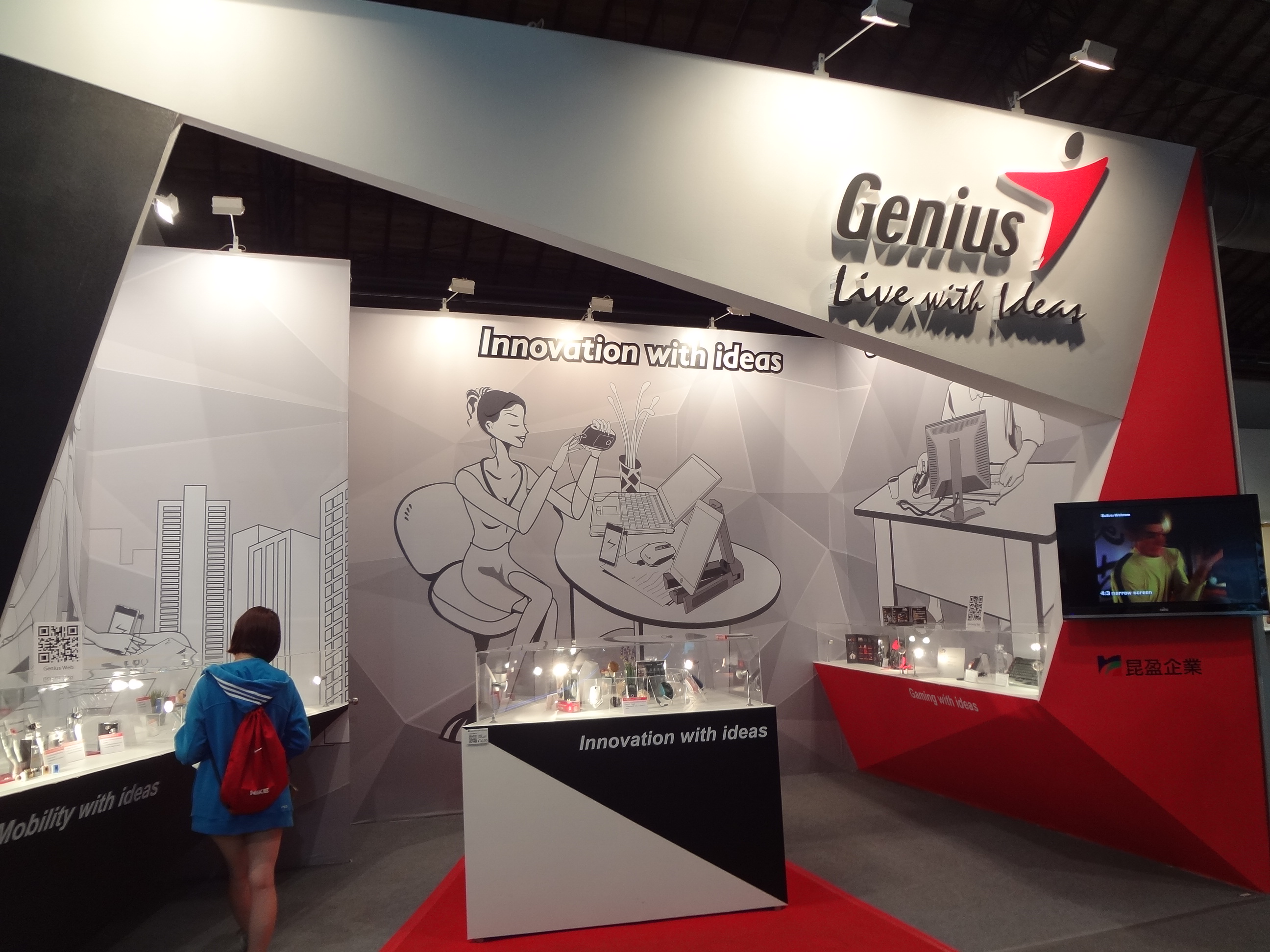
昆盈在2013台灣設計展的攤位，最右側可見昆盈的RGB三色商標

1983年，陳松永和卓世揚共同籌劃成立昆盈企業有限公司。 1988年，變更組織為昆盈企業股份有限公司。 1997年11月於臺灣證券交易所股票上市。
昆盈在中國大陸廣東省東莞市厚街鎮設有五座工廠，負責不同業務單位之生產。2018年, 依據中國商務部 公共商務信息服務的中國商品網上的公布資料，大陸東莞的工廠雇員人數有182人。依據該公司自行在104人力銀行網站上公布資料, 該公司在台灣的員工人數有150人。依據內部人士估計, 台北辦公室人數在2018年持續裁員與裁員後, 2018年第三季約有60人。2019年, 三月廿一日裁員採購人員四人,三月廿六日裁撤船運部門, 估計目前在職人數不足五十人 。
2010年，集团总经理李晓林因健康因素请辞，同年11月由董事长特别助理刘复汉接任。2013年12月，集團总经理改由原OEM事業單位曾兆登副總經理接任，2015年离任。其後，高階經理人基於不同理由離職(辭職, 退休, 裁員等), 目前公司的實際經營決策管理由外部經理人夫妻台灣人魏國英副總經理與港人陳志偉特別助裡掌握至今。該二名經理人同時兼任公司各個部門主管。昆盈2015年全年稅後盈餘9365萬元，每股盈余0.32元。2018年第三季，每股盈余0.07元該公司營收自2015年持續衰退, 至2018年第四季, 累計營收年減18.76%,自由現金流為負, 獲利主要來自於業外
2016年1月20日，昆盈Genius台灣網路商城正式開台營運。

## 产品

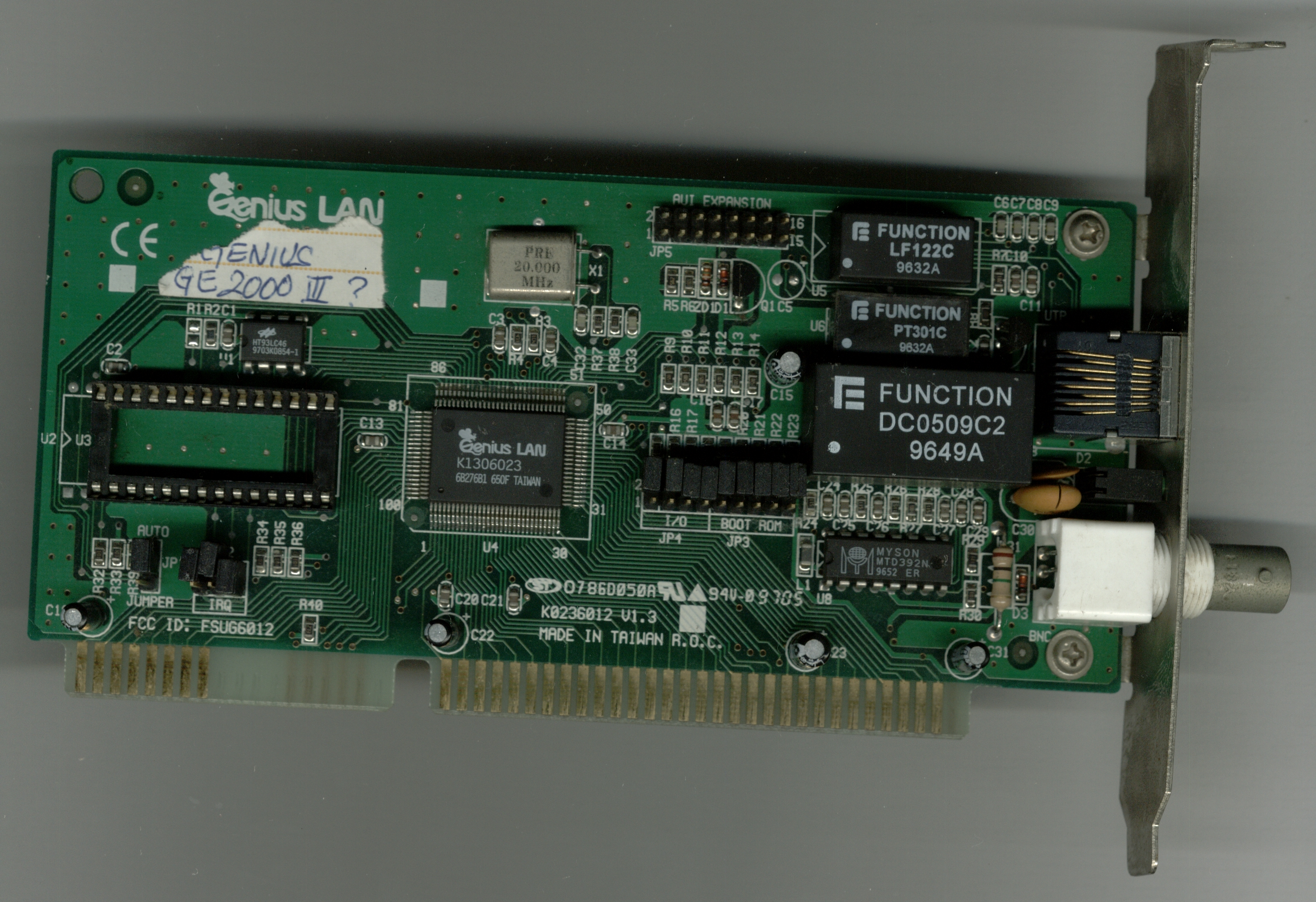
印上昆盈舊商標的ISA介面網路卡

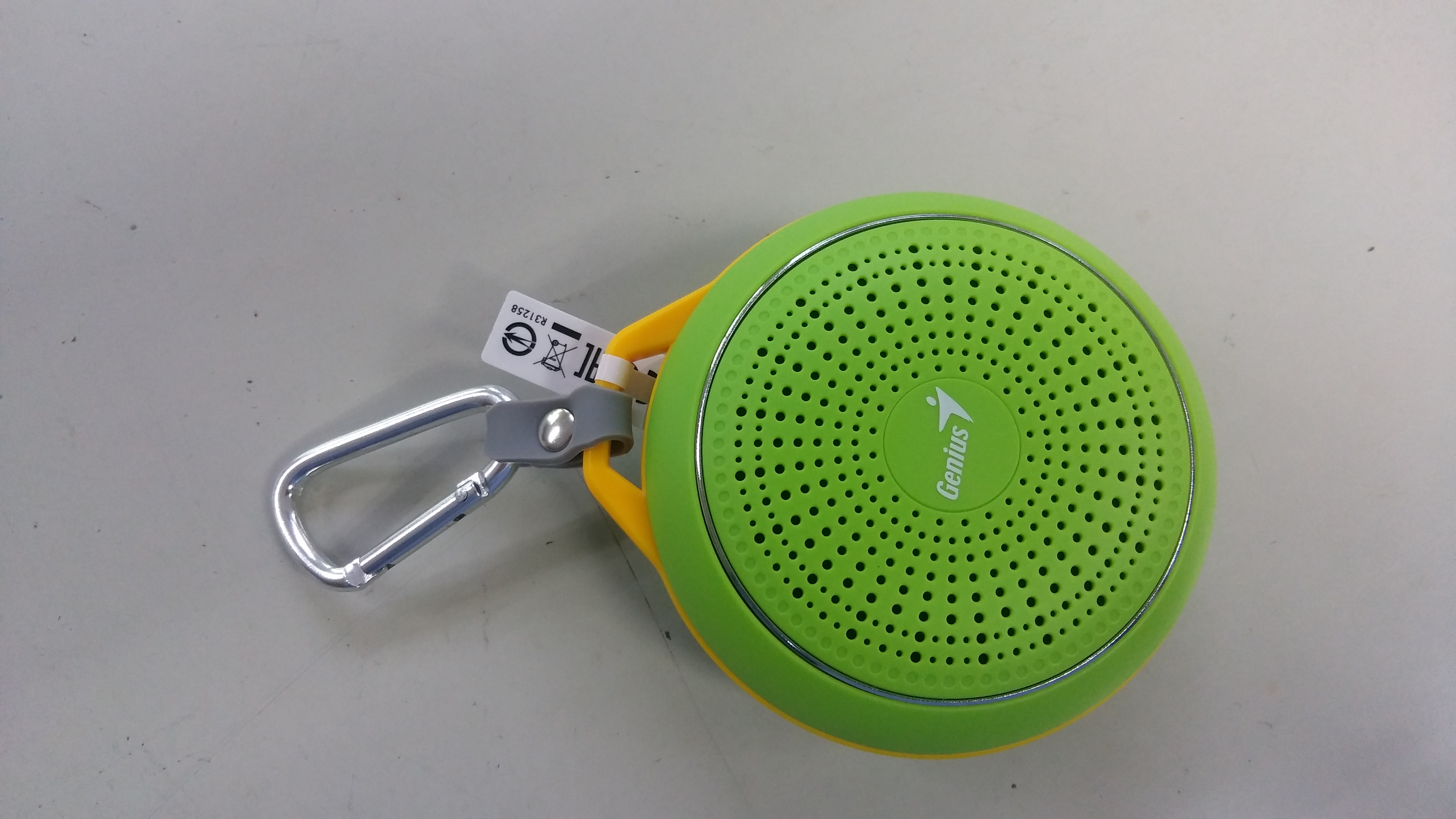
Genius蓝牙音箱SP-906BT

1985年，昆盈正式以“Genius”品牌发布电脑鼠标。昆盈原以自有品牌為主要業務，但由於有感於成功機率不高，故提高OEM代工比重。將OEM比重由原5%提高至20%，於1999年提昇至40%。 2018年, OEM業務已裁撤。
昆盈目前的產品營收結構為：滑鼠約佔3成多、鍵盤約3成多、喇叭及耳機約3成、影像產品（含DV、行車記錄器、IP CAM）不到5%。市場營收結構為：歐洲約佔25-30%、亞太（含中國、中東、印尼、越南、菲律賓、印度）約25%、美洲約佔5成上下（以拉丁美洲為主、北美佔比低）。
从2010年起，扫地机器人以子品牌AGAMA行销，与原本的Genius品牌有所区隔。此品牌已無生產銷售。
30多年来，昆盈Genius从事键盘、触控笔、耳机、音箱、数字摄像机及游戏周边产品的设计，已有1124項專利。目前滑鼠所广泛使用的滚轮即为昆盈的专利。目前昆盈已無力投入研發，產品供應受制於外購廠商, 無力開發次世代產品。2018年五月, 昆盈於Computex發佈新產品Genius Pen平板筆與Smart Keyboard。Genius Pen至2019年第一季仍無法量產。Smart Keyboard無法成為殺手級產品, 目前對昆盈盈收挹注甚微。
| 产品           | 2015年 | 2016年 | 2017年 |
| -------------- | ------ | ------ | ------ |
| 电脑周边产品   | 54.93  | 61.24  |        |
| 消费性电子产品 | 18.60  | 7.39   |        |
| 影像光电产品   | 22.23  | 25.35  |        |
| 其他           | 4.24   | 6.02   |        |

## 事件

### 逃税丑闻
1998年，陳啟忠被昆盈公司派駐到東莞的長盈電腦製品廠，擔任財務會計經理，兼管進出口關務。2000年1月，中國海關到工廠查稅。公司內部核對倉庫帳及報關帳时發現有出入，並向海關提交五百萬元人民幣的保證金。陳啟忠感到事態嚴重，辭職走避，轉到其他台商處任職。時任董事長陳松永向陳啟忠表示，為保住工廠，要陳啟忠承担責任，並且補償其450萬元台幣，要求他兩年內別去大陸。
2006年，誤以為案件已解決的陳啟忠到上海出差，结果被上海海关被扣押，後转至東莞看守所，交保获释後仍須每週報到，直到2007年才獲准離境。昆盈公司事後卻只付陳男3個月薪，陳不甘受損而打官司。2010年7月，高院審理後，判決昆盈要依約賠償陳2年無工作期間的薪水損失323萬多元。

### 劳工权益
2010年4月13日，美国非政府组织国家劳工委员会发布的一份调查报告指出，昆盈公司（全称：东莞昆盈电脑制品有限公司）利用童工和低工资等压榨手段为微软等美国公司进行代工，并列数了昆盈公司“八大罪状”，包括超时工作、恶劣环境和超低报酬等等。昆盈總經理李炯京稱“此報告純屬污衊”，表示工厂条件非常好，并完全遵守中国劳动法。
东莞市人力资源局获悉后，对昆盈公司展开调查。调查结果显示，虽然昆盈公司没有童工，但使用了比童工大了一到两岁的未成年工，却没有备案。被勒令整改。